# Animal (álbum de Kesha)
Animal é o álbum de estreia de estúdio da cantora e compositora norte-americana Kesha. Foi lançado pela editora discográfica RCA Records em 1 de Janeiro de 2010. Kesha trabalhou com uma variedade de produtores e compositores como Dr. Luke e Max Martin. O álbum consiste em quatorze faixas. O primeiro single, "Tik Tok", foi lançado digitalmente em 7 de Agosto de 2009. Animal estreou no primeiro lugar da tabela musical de álbuns americana Billboard 200, vendendo 152 mil cópias na primeira semana de lançamento.
O álbum recebeu opiniões mistas pelos críticos de música contemporânea. Alguns apreciaram o seu divertimento, enquanto outros o rejeitaram chamando-o de "juvenil". O uso do auto-tune foi chamado de "divertido" por alguns críticos, enquanto outros acharam irritante e disseram que tornava difícil dizer se a artista podia realmente cantar. Liricamente, a maioria das canções do álbum são baseadas em experiências passadas na vida da cantora. Musicalmente, Animal apresenta um género musical dance-pop, como incorpora elementos de electro na sua produção e batidas. O álbum alcançou sucesso nas tabelas, estreando no número um do Canadá, e se posicionou dentro dos dez primeiros lugares em sete outros países. Animal recebeu o certificado disco de platina pela associação Recording Industry Association of America (RIAA) pelo embarque de mais de um milhão de exemplares. Mundialmente, o álbum vendeu mais de dois milhões de cópias.
Quatro singles foram lançados para promover o álbum. O primeiro, "Tik Tok", foi um sucesso mundial, alcançando o número um em onze países, incluindo os EUA, onde permaneceu por nove semanas consecutivas. A canção vendeu 12,8 milhões de cópias digitais em todo o mundo, tornando-se na melhor venda de single do ano de 2010. O segundo, "Blah Blah Blah", se posicionou nas dez melhores colocações em seis países. "Your Love Is My Drug", o terceiro single, atingiu a quarta posição nos Estados Unidos e recebeu o certificado de disco de platina duplo. O quarto e último, "Take It Off", teve um desempenho gráfico moderado, tendo atingido a oitava posição da tabela de singles americana.

## Antecedentes
Kesha tinha estado a gravar demos por vários anos, quando uma de suas demos acabou nas mãos de Samantha Cox, directora sénior de relações compositor/produtor da Broadcast Music Incorporated (BMI). Cox, que havia trabalhado com Kesha antes, reproduziu as demos para um amigo na BMI, que a passou para o gerente de Lukasz Gottwald. Na idade de dezoito anos, Kesha assinou com o selo de Dr. Luke, Kemosabe Records, e com a sua editora discográfica, Pescription Songs. Luke estava ocupado com outros projectos no momento, e Kesha finalmente acabou assinando com a empresa gestora de David Sonenberg, DAS. Enquanto estava na DAS, trabalhou com vários compositores e produtores de classe, mas raramente trabalhou com Luke ou até chegou a comunicar-se com ele. A DAS procurou um acordo discográfico para Kesha, apesar de ela ainda estar em um contrato assinado com Luke. Kara DioGuardi, uma representante A&R para a Warner Bros., também estava interessada em assinar com Kesha, mas o negócio nunca aconteceu por causa do contrato pendente com Luke. Pouco tempo depois, Kesha e a DAS separaram-se e aa rtista acabou se reuniundo com Luke. No final de 2008, Luke estava trabalhando em uma faixa com o rapper Flo Rida intitulada "Right Round", e os dois decidiram que precisavam de um gancho feminino. Luke decidiu ter Kesha participando na música, e dentro de dois meses, foi um êxito de número um em vários países ao redor do mundo. O evento fez com que a cantora fosse procurada por muitas grandes editoras, e ela acabou assinando um contrato de vários álbuns com a RCA Records. Kesha explicou que optou por assinar com a empresa devido à forma como ela conseguiu lidar com a RCA e com o executivo A&R Rani Hancock, explicando que "Rani nunca tentou censurar-me, [...] e eu gosto de estar rodeada de mulheres fortes e inteligentes".

## Desenvolvimento e inspiração
"Animal, o nome da gravação, é o meu tipo de steez (estilo), eu tenho de dizer. Dei esse nome porque eu quero que as pessoas percam a calma quando escutarem a minha gravação e se direccionem para a parte animal de si mesmos que eles querm suprimir. A sociedade ensinou-nos a suprimir certas coisas e a não fazer certas coisas."

— Kesha falando sobre a inspiração para o título do álbum.
Kesha esteve trabalhando em Animal por sete anos antes de seu lançamento, e tinha escrito mais de duzentas músicas para o álbum. A abundância de material estendeu as suas originalmente previstas doze faixas para quatorze. Kesha sentiu que o álbum tinha uma mensagem de fortalecimento despreocupado para as mulheres jovens. "Para as meninas, eu acho que é uma gravação de habilitação, é engraçada, é atrevida", disse ela. "Acho que as pessoas precisam se divertir com qualquer coisa que estejam fazendo - maquilhagem, vestindo-se, escutando música, concertos ao vivo - qualquer coisa que você não precisa levar muito a sério, não leve muito a sério". Quando questionada sobre como o álbum relacionava-se a sua vida, a intérprete explicou que o álbum foi completamente autobiográfico. "Eu só escrevo sobre o que eu vivo, literalmente, [...] Eu acho que há uma grande canção pop em tudo e qualquer coisa, qualquer situação". Ela cita as suas canções "Stephen" e "Dinossaur" como exemplos disso. "É sobre um rapaz que tenho perseguindo desde que eu tinha quinze anos. Eu escrevi a música quando tinha dezasseis anos com a minha mãe, e eu estava como, 'Esta canção é lixada'. 'Dinossaur' apareceu "sobre (quando) um velho que estava se atirando a mim, e sua peruca estava caindo, e eu estava tipo, 'Oh meu Deus, você é tão velho, você é pré-histórico, você é como um ... dinossauro. D-I-N-O-S-A-você é um dinossauro'."
| “ | Acredito que, sonoramente, a próxima gravação poderia estar acontecendo. Eu e meu irmão tinhamos uma banda punk tonta antes, e eu amei a música pop e eu gostava de música cativante, mas acho que também estava possuída em ser o que alguns críticos podem considerar como música pop tonta. Eu acho que tenho mais nada para oferecer, então eu acho que Animal é um segimento agradável para a próxima gravação, espero. | ” |

## Composição
Musicalmente, Animal é do género musical dance-pop, incorporando elementos de electro e electropop em sua produção e batidas. Os vocais de Kesha usam auto-tune e vocoders para alterar a sua voz e inclui amostras. Jeffries David, do Allmusic, observou que o álbum liricamente gira em torno de evitar a realidade com uma preferência por uma vida de "lixo chique", com letras como: "Maybe I need some rehab, or maybe just need some sleep" na canção de abertura, "Your Love Is My Drug". Nas letras, a maioria das canções do álbum são baseadas em experiências passadas de vida, de amor, desilusões, rapazes, e passar um bom tempo de Kesha. "Your Love Is My Drug" é uma música do género dance que é mergulhado com um pesado pano de fundo eletrónico. Seus vocais em toda a canção têm sido descritos como um estilo de cantar-falar aos berros. Musicalmente, a canção usa uma simples linha lírica de batida acelerada. Em "Tik Tok", Kesha usa um estilo de rap de palavra falada em versos, enquanto o refrão é cantado. De acordo com a cantora, as letras são representativas de si mesma, afirmando: "É sobre a minha vida, é cem por cento de mim". "Take It Off" tem sido descrita como "uma reformulação muito auto-tuned" de "There's a Place in France".
As letras de "Kiss n Tell" retratam um conto do "'ex-namorado promíscuo' de Kesha que está espalhando seus segredos selvagens ao toda a cidade". "Stephen" está abre com "harmonias vocais do estilo de Kansas", como Kesha canta sobre um amante inatingível retratando sua história. "Blah Blah Blah" combina o uso pesado de auto-tune com caixas de ritmos, enquanto faz infusão com o R&B. Liricamente, a canção retrata uma mulher que prefere ter sexo do que ouvir um homem falar. "Dinosaur" apresenta um sintetizador de assobio infundido, enquanto as letras descrevem a história de homens mais velhos que batem em mulheres mais jovens. "Party At A Rich Dude's House" é uma reminiscência de música da década de 1980 que de acordo com Jeffries poderia ter aparecido na banda sonora do filme Fast Times at Ridgemont High (1982). "Boots & Boys" é uma canção "vigorosa" reminiscente de "Suicide Blonde" de INXS, mas a partir de um ponto de vista feminino.

## Recepção crítica
| Críticas profissionais | Críticas profissionais |
| Pontuações agregadas   | Pontuações agregadas   |
| Fonte                  | Avaliação              |
| ---------------------- | ---------------------- |
| Metacritic             | 54/100                 |
| Avaliações da crítica  |                        |
| Fonte                  | Avaliação              |
| Allmusic               | 3 de 5 estrelas.       |
| Billboard              | (favorável)            |
| The Boston Globe       | (desfavorável)         |
| Entertainment Weekly   | (B+)                   |
| The Guardian           | 2 de 5 estrelas.       |
| Los Angeles Times      | 3 de 4 estrelas.       |
| musicOMH               | 4 de 5 estrelas.       |
| NME                    | 5 de 10 estrelas.      |
| The Phoenix            | 3 de 4 estrelas.       |
| Slant Magazine         | 1.5 de 5 estrelas.     |

Animal recebeu opiniões mistas pelos críticos de música contemporânea após o seu lançamento. O álbum recebeu uma pontuação de 54 de 100, baseando-se em dezoito revisões críticas, de acordo com o sítio musical agregador Metacritic. Ann Powers, do Los Angeles Times, afirmou que Kesha "ofereceu uma personagem completamente aprimorada para abraçar ou desprezar", comparando a sua personagem com a das "loiras arruinadoras clássicas", como Jean Harlow e Mae West, ao elogiar ela e o Dr. Luke por "refazerem o papel da heroína arruinadora para se adequar a uma nova era da superficialidade agressiva e auto-empoderamento libertino". Sua conclusão sobre o álbum de Kesha foi a de que "o seu compromisso total com Animal roteiro deliberadamente estúpido fornece faz [o álbum] trabalho". Ailbhe Malone da NME deu animal uma revisão mista, mas concluiu que "[b] eneath a pátina de Skeezy Freshers'-Semana Lolz-letras ("tenho uma garrafa de água cheia de uísque na minha bolsa ')" parece que "está um talento". Andrew Burgess de musicOMH ficou impressionado com Kesha, chamando -lhe um "auto-sintonizado conversa cantando, goma smacker" que pode muito bem ser "um gênio pop, uma calha glam- Jonathan Swift . " Ele descreveu o álbum como "um bom álbum contagiante dance-pop". Daniel Brockman de O Phoenix pensei que o álbum era "uma clara subversão das normas pop" com "ganchos sem esforço".
Monica Herrera da Billboard , comentou que o uso predominante de Auto-Tune na voz Kesha tornava difícil dizer se ela podia realmente cantar, citando a canção "Take It Off" como um exemplo de "a facilidade com que a individualidade pode se perder em um mar de Auto-Tune ". Por outro lado, Herrera ficou impressionado com os "refrões que grudam com o ouvinte para os dias". [14] David Jeffries de Allmusic não ficou impressionado com baladas do álbum, chamando-lhes "totalmente insatisfatório". No entanto, ele observou "que, com diversão para muitos," Tik Tok' tipo faixas, o álbum tem muito para ambos os pirralhos e bratty no coração ". James Reed do The Boston Globe acreditava que a personalidade Kesha "está completamente ausente a partir de [as músicas] ", resultando em seu som:" insípida e sem rosto ". Jonathan Keefe de revista Slant foi extremamente crítica do álbum e Kesha, dizendo que suas tentativas de cantar e rap foram "lamentáveis", descrevendo-a como "hipócrita" e "souless". Dave Simpson do The Guardian também questionou a honestidade de suas letras ao mesmo tempo compará-la desfavoravelmente a Lady Gaga, Katy Perry e Britney Spears.

## Promoção
Ela cantou cinco músicas para uma sessão ao vivo com a MTV do Reino Unido, "TiK ToK", "D.I.N.O.S.A.U.R", "Blah Blah Blah", "Backstabber" e "Party at a Rich Dude's House". As três primeiras músicas foram utilizadas para a Push MTV, programa que é transmitido em canais de televisão MTV em todo o mundo. "TiK ToK" foi utilizado para promover a temporada de seis Project Runway e foi apresentado em 2009 o reinício do Melrose Place e The Hills. Outra canção, "Boots and Boys" foi usada em um episódio da nova Melrose Place também.
Para dar suporte ao seu álbum Kesha fez uma participação abrindo os shows na abertura da turnê Last Girl on Earth Tour da cantora Rihanna em 16 de Abril de 2010.

## Por trás do álbum
Kesha fez uma participação no single de Flo Rida, "Right Round". Foi anunciado então que ela havia assinado com a RCA Records e estava trabalhando no seu primeiro álbum, Animal, previsto para ser lançado dia 5 de Janeiro de 2010, nos Estados Unidos. No seu processo de composição, ela disse à revista Esquire "Eu costumo sair de casa, ter uma noite insana, chego em casa meio bêbada, tropeçando, e escrevo algumas palavras. Na manhã seguinte acordo e falo, Uau, essa história precisa ser contada". Para primeiro single, "Tik Tok", ela explicou que "Acordou um dia após ter ido a uma festa, e estava cercada por dez das mulheres mais bonitas que já tinha visto… E pensou, Eu sou como P. Diddy — não há homem igual a ele em todo o mundo." Ela falou DigitalSpy que quando se trata da sua música, ela quer "dar às pessoas algo que lhes traga alegria. Há artistas que fazem coisas acústicas mais sérias, e eu realmente os admiro, mas o que eu quero trazer à todos é diversão."
Ela performou cinco músicas numa sessão ao vivo da MTV britânica, "Tik Tok", "Dinosaur", "Blah Blah Blah", "Backstabber"  e "Party at a Rich Dude's House". As primeiras três faixas foram usadas no programa MTV Push que é transmitido mundialmente nos canais da MTV. "Tik Tok" para promover a sexta temporada de Project Runway e foi apresentado em 2009 na nova versão de Melrose Place and The Hills. Outra música, "Boots and Boys", também foi usada num episódio de Melrose Place.
"Tik Tok" é o primeiro single do álbum. A música foi reproduzida pela primeira vez numa rádio americana dia 5 de Outubro de 2009. A música fez muito sucesso na Nova Zelândia, Canadá e Austrália, onde alcançou o número um dos charts. Alcançou a primeira colocação da Billboard Hot 100 permanecendo nove semanas no topo da lista.

## Indicações
Animal no total recebeu três indicações são elas de melhor álbum pop. Em 2010 recebeu suas duas primeiras indicações pela Teen Choice Awards e Soul & Jazz Awards. Em 2011 recebeu a sua terceira e ultima indicação pela Billboard Music Awards.
| Ano  | Prémio                 | Categoria        | Resultado |
| ---- | ---------------------- | ---------------- | --------- |
| 2010 | Teen Choice Awards     | Melhor Álbum Pop | Nomeado   |
| 2010 | Soul & Jazz Awards     | Melhor Álbum Pop | Nomeado   |
| 2011 | Billboard Music Awards | Melhor Álbum Pop | Nomeado   |

## Singles

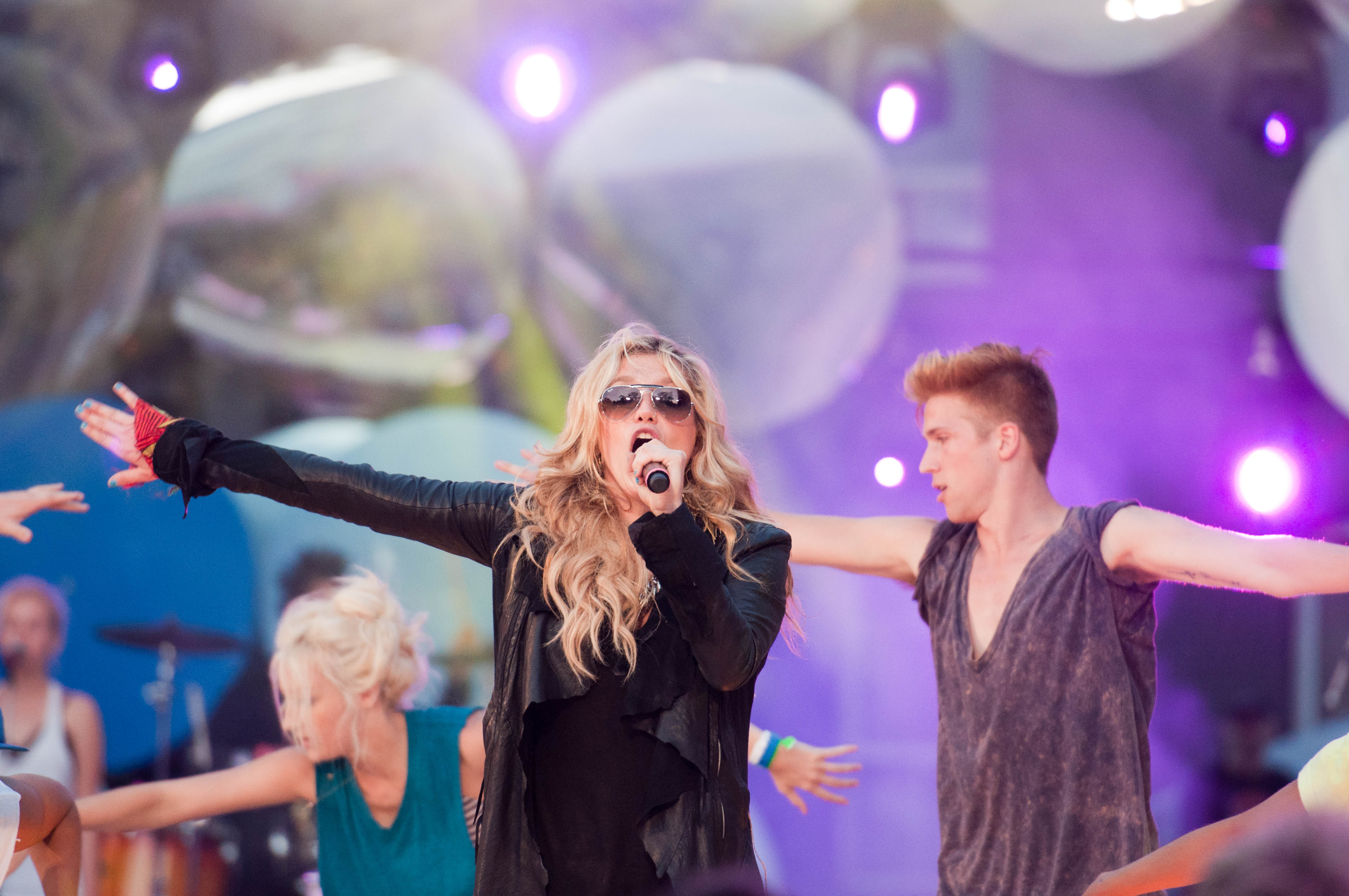
Kesha no MMVA Soundcheck

- "Tik Tok" foi lançado como primeiro single do álbum em 7 de agosto de 2009, através de download digital. A canção gerou mistas revisões geralmente positivas dos críticos no seu lançamento. A mídia especializada elogiou geralmente a letra e a celebração festeira da vida, a produção da canção foi geralmente bem recebida, embora alguns críticos criticou a canção por soar irritante e sendo muito semelhante à realizada por outras faixas tais como Lady Gaga e Uffie. Tik Tok foi certificado disco de platina cinco vezes pela Recording Industry Association of America (RIAA) pela venda de cinco milhões de cópias e vendeu mais de 5.633.000 de cópias nos Estados Unidos. A canção foi o single mais vendido no mundo em 2010, vendendo 12,8 milhões de cópias somente naquele ano.
- "Blah Blah Blah" foi lançado como o segundo single do álbum em 19 de fevereiro de 2010 e contém a participação da dupla 3OH!3. A letra da canção foi recebida com reações mistas dos avaliadores, alguns sentiram que o fornecimento vocal de Kesha foi eficaz e ousado. Uma queixa comum entre eles foi o aparecimento do 3OH!3 afirmando que era "desnecessário". O single obteve um sucesso comercial, ficando entre os cinco primeiros na Austrália e no Canadá, enquanto entrou no top dez das paradas dos Estados Unidos e da Nova Zelândia.
- "Your Love Is My Drug" foi o terceiro single do álbum lançado em 21 de maio de 2010. A canção em geral foi bem recebida pela crítica. Os críticos elogiaram o gancho, mas teve reações mistas com o refrão. Alguns elogiaram Kesha por conhecer sua maneira em torno de um refrão pop forte, enquanto outros o chamou de previsível e sem graça. Antes do lançamento de Animal, a canção entrou em paradas nos Estados Unidos, Reino Unido e Canadá. Passou a vender mais de dois milhões de cópias só nos EUA.
- "Take It Off" foi o quarto e ultimo single do álbum, seu lançamento ocorreu em 13 de julho de 2010, impulsionado pelo grande número de downloads recebidos na época do lançamento do álbum. A canção recebeu criticas variadas. Uma das queixas foi feita ao vocal super-alterado com o uso de Auto-tune. Mesmo com as críticas, o single logo chegou ao topo das paradas dos Estados Unidos, Reino Unido e Canadá. A música ficou por duas semanas consecutivas em 8° lugar na Billboard Hot 100 a maior parada musical dos E.U.A.

## Faixas
| Edição padrão  |                                                |                                                    |                              |         |  |
| N.º            | Título                                         | Compositor(es)                                     | Produtor(es)                 | Duração |  |
| 1.             | "Your Love Is My Drug"                         | Kesha Sebert, Pebe Sebert, Joshua Coleman          | Dr. Luke, Benny Blanco, Ammo | 3:07    |  |
| 2.             | "Tik Tok"                                      | K. Sebert, Lukasz Gottwald, Benjamin Levin         | Dr. Luke, Benny Blanco       | 3:19    |  |
| 3.             | "Take It Off"                                  | K. Sebert, L. Gottwald, Claude Kelly               | Dr. Luke                     | 3:35    |  |
| 4.             | "Kiss N Tell"                                  | K. Sebert, L. Gottwald, Max Martin, Karl Schuster  | Dr. Luke, Max Martin         | 3:27    |  |
| 5.             | "Stephen"                                      | K. Sebert, David Gamson, P. Sebert, Oliver Leiber  | David Gamson, Oliver Leiber  | 3:32    |  |
| 6.             | ""Blah Blah Blah"" (com participação de 3OH!3) | K. Sebert, B. Levin, Neon Hitch, Sean Foreman      | Benny Blanco                 | 2:52    |  |
| 7.             | "Hungover"                                     | K. Sebert, L. Gottwald, M. Martin, K. Schuster     | Dr. Luke, Max Martin, Ammo   | 3:52    |  |
| 8.             | "Party At A Rich Dude's House"                 | K. Sebert, K. Schuster, B. Levin                   | Shellback, Benny Blanco      | 2:55    |  |
| 9.             | "Backstabber"                                  | K. Sebert, D. Gamson, Marc Nelkin, Jon Ingoldsby   | David Gamson                 | 3:06    |  |
| 10.            | "Blind"                                        | K. Sebert, L. Gottwald, B. Levin, J. Coleman       | Dr. Luke, Benny Blanco, Ammo | 3:17    |  |
| 11.            | "Dinosaur"                                     | K. Sebert, M. Martin, K. Schuster                  | Max Martin, Shellback        | 2:55    |  |
| 12.            | "Dancing With Tears In My Eyes"                | K. Sebert, L. Gottwald, B. Levin, C. Kelly         | Dr. Luke, Benny Blanco       | 3:29    |  |
| 13.            | "Boots & Boys"                                 | K. Sebert, Tom Neville, Olivia Nervo, Miriam Nervo | Tom Neville                  | 2:56    |  |
| 14.            | "Animal"                                       | K. Sebert, L. Gottwald, Greg Kurstin, P. Sebert    | Greg Kurstin                 | 3:57    |  |
| Duração total: | Duração total:                                 | Duração total:                                     | Duração total:               | 49:50   |  |

| Faixa bónus versão internacional |        |                |                                           |         |  |
| N.º                              | Título | Compositor(es) | Produtor(es)                              | Duração |  |
| 15.                              | "VIP"  |                | K. Sebert, T. Neville, O. Nervo, M. Nervo | 3:31    |  |

| Faixas bónus do Reino Unido e Irlanda |                                                                  |                |                                           |         |  |
| N.º                                   | Título                                                           | Compositor(es) | Produtor(es)                              | Duração |  |
| 15.                                   | "VIP"                                                            |                | K. Sebert, T. Neville, O. Nervo, M. Nervo | 3:36    |  |
| 16.                                   | "Dirty Picture" (edição de Kesha (com participação de Taio Cruz) |                | Taio Cruz, Fraser T. Smith                | 3:40    |  |

| Faixas bónus da edição deluxe japonesa e australiana |                                   |                                           |              |         |  |
| N.º                                                  | Título                            | Compositor(es)                            | Produtor(es) | Duração |  |
| 15.                                                  | "VIP"                             | K. Sebert, T. Neville, O. Nervo, M. Nervo |              | 3:31    |  |
| 16.                                                  | "C U Next Tuesday"                | K. Sebert, David Gamson, Marc Nelkin      |              | 3:52    |  |
| 17.                                                  | "Tik Tok" (Wolfedelic Club Mix)   | K. Sebert, L. Gottwald, B. Levin          | Wolfedelic   | 6:16    |  |
| 18.                                                  | "Tik Tok" (Fred Falke Club Remix) | K. Sebert, L. Gottwald, B. Levin          | Fred Falke   | 6:42    |  |

| Edição Limitada japonesa/Edição deluxe australiana (DVD) |                                                             |         |  |
| N.º                                                      | Título                                                      | Duração |  |
| 1.                                                       | "Dinosaur" (ao vivo em Londres)                             |         |  |
| 2.                                                       | "Blah Blah Blah" (ao vivo em Londres)                       |         |  |
| 3.                                                       | "Party at a Rich Dude's House" (ao vivo em Londres)         |         |  |
| 4.                                                       | "Tik Tok" (ao vivo em Londres)                              |         |  |
| 5.                                                       | "Blah Blah Blah" (vídeo musical)                            | 3:24    |  |
| 6.                                                       | "Tik Tok" (vídeo musical)                                   | 3:35    |  |
| 7.                                                       | "Your Love Is My Drug" (vídeo musical) (bónus australiano)  | 3:29    |  |
| 8.                                                       | "Manchester" (webisódio de Kesha on the Road)               |         |  |
| 9.                                                       | "The Showcase" (webisódio de Kesha on the Road)             |         |  |
| 10.                                                      | "London" (webisódio de Kesha on the Road)                   |         |  |
| 11.                                                      | "Amsterdam" (webisódio de Kesha on the Road)                |         |  |
| 12.                                                      | "G.A.Y" (webisódio de Kesha on the Road)                    |         |  |
| 13.                                                      | "Behind the Scenes at TVC" (webisódio de Kesha on the Road) |         |  |

## Desempenho nas tabelas musicais
| País — Tabela musical (2010)                                | Posição de pico |
| ----------------------------------------------------------- | --------------- |
| Alemanha — Media Control Charts                             | 7               |
| Austrália — ARIA Charts                                     | 4               |
| Áustria — Ö3 Austria Top 40                                 | 4               |
| Bélgica (Flandres) — Ultratop 50                            | 32              |
| Bélgica (Valónia) — Ultratop 40                             | 22              |
| Brasil — ABPD                                               | 16              |
| Canadá — Canadian Albums Chart                              | 1               |
| Espanha — PROMUSICAE                                        | 62              |
| Estados Unidos — Billboard 200                              | 1               |
| Estados Unidos — Top Digital Albums (Billboard)             | 1               |
| Estados Unidos — Tastemaker Albums (Billboard)              | 13              |
| Estados Unidos — Japan Albums Chart (Billboard)             | 7               |
| Finlândia — Suomen virallinen lista                         | 43              |
| França — SNEP                                               | 11              |
| Grécia — IFPI Grécia                                        | 1               |
| Irlanda — IRMA                                              | 8               |
| Itália — FIMI                                               | 22              |
| Japão — Oricon                                              | 3               |
| México — AMPROFON                                           | 27              |
| Nova Zelândia — RIANZ                                       | 6               |
| Noruega — VG-lista                                          | 36              |
| Países Baixos — MegaCharts                                  | 52              |
| Polónia — Polish Music Charts                               | 44              |
| Suíça — Swiss Music Charts                                  | 3               |
| Reino Unido — UK Albums Chart (The Official Charts Company) | 8               |
| União Europeia — European Top 100 Albums                    | 7               |

| País — Tabela musical (2010)                                | Posição |
| ----------------------------------------------------------- | ------- |
| Austrália — ARIA Charts                                     | 11      |
| Canadá — Canadian Albums Chart                              | 12      |
| Nova Zelândia — RIANZ                                       | 30      |
| Reino Unido — UK Albums Chart (The Official Charts Company) | 84      |
| Estados Unidos — Billboard 200                              | 20      |

| Região                | Certificação (limiares de vendas) | Vendas    |
| --------------------- | --------------------------------- | --------- |
| Austrália - ARIA      | 2× Platina                        | 140,000   |
| Áustria - IFPI        | Ouro                              | 20,000    |
| Canadá - Music Canada | 2× Platina                        | 160,000   |
| Estados Unidos - RIAA | Platina                           | 1,200,000 |
| Irlanda - IRMA        | Ouro                              | 7,500     |
| Japão - RIAJ          | Ouro                              | 100,000   |
| Nova Zelândia - RIANZ | Ouro                              | 7,500     |

## Histórico de lançamento
| Região         | Data                    | Formato              | Editora discográfica           |
| -------------- | ----------------------- | -------------------- | ------------------------------ |
| Dinamarca      | 1 de janeiro de 2010    | CD, download digital | Sony Music Entertainment       |
| Itália         | 1 de janeiro de 2010    | CD, download digital | Sony Music Entertainment       |
| Filipinas      | 1 de janeiro de 2010    | CD, download digital | Sony Music Entertainment       |
| Coreia do Sul  | 4 de janeiro de 2010    | CD, download digital | Sony Music Entertainment       |
| Canadá         | 5 de janeiro de 2010    | CD, download digital | Sony Music Entertainment       |
| Espanha        | 5 de janeiro de 2010    | CD, download digital | Sony Music Entertainment       |
| Estados Unidos | 5 de janeiro de 2010    | CD, download digital | RCA Records                    |
| Austrália      | 8 de janeiro de 2010    | CD, download digital | Sony Music Entertainment       |
| Nova Zelândia  | 11 de janeiro de 2010   | CD, download digital | Sony Music Entertainment       |
| Tailândia      | 21 de janeiro de 2010   | CD, download digital | Sony Music Entertainment       |
| França         | 25 de janeiro de 2010   | CD, download digital | Sony Music Entertainment       |
| Brasil         | 28 de janeiro de 2010   | CD, download digital | Sony Music Entertainment       |
| Reino Unido    | 1 de fevereiro de 2010  | CD, download digital | Columbia Records               |
| Argentina      | 23 de fevereiro de 2010 | CD, download digital | Sony Music Entertainment       |
| Japão          | 12 de fevereiro de 2010 | CD, download digital | Sony Music Entertainment Japan |
| Austrália      | 16 de julho de 2010     | Vinil                | Sony Music Entertainment       |

| Região         | Data                   | Formato              | Editora discográfica     |
| -------------- | ---------------------- | -------------------- | ------------------------ |
| Austrália      | 19 de novembro de 2010 | CD, download digital | Sony Music Entertainment |
| Canada         | 22 de novembro de 2010 | CD, download digital | Sony Music Entertainment |
| Filipinas      | 22 de novembro de 2010 | CD, download digital | Sony Music Entertainment |
| Nova Zelândia  | 22 de novembro de 2010 | CD, download digital | Sony Music Entertainment |
| Coreia do Sul  | 22 de novembro de 2010 | CD, download digital | Sony Music Entertainment |
| Estados Unidos | 22 de novembro de 2010 | CD, download digital | RCA Records              |
| Brasil         | 20 de dezembro de 2010 | CD, download digital | Sony Music Entertainment |
| Reino Unido    | 31 de janeiro de 2011  | CD, download digital | Columbia Records         |

## Animal + Cannibal
Animal + Cannibal é a primeira coletânea da cantora norte-americana Kesha que tem seu álbum de estúdio Animal e Cannibal, o Extended play da cantora. Originalmente Cannibal foi planejado para ser apenas um re-lançamento de Animal, mas Cannibal foi lançado, tanto como uma edição de luxo de Animal, como um EP independente. O EP foi classificado como um acompanhamento de "nove canções acompanhando" de Animal.. Cannibal foi originalmente destinado a conter algo entre 4-8 faixas com o resultado final composto por oito faixas e uma música remixada previamente ouvida, para um total de nove faixas..